# 世界平和アピール七人委員会
世界平和アピール七人委員会（せかいへいわアピールしちにんいいんかい）は、知識人による平和問題に関する意見表明のための会である。略称は七人委員会（しちにんいいんかい）。

## 概説
1955年11月11日、平凡社社長・下中弥三郎の提唱によって結成された。結成時の委員は下中弥三郎・植村環・茅誠司・上代たの・平塚らいてう・前田多門・湯川秀樹である。
2021年3月13日、武者小路公秀が病気のため辞任。2022年現在の委員は大石芳野・小沼通二・池内了・髙村薫・池辺晋一郎・島薗進の6人である。
七人委員会に加わる条件は、
1. 実際の政治にタッチしていない人（政治家でないこと）
2. 自由人で民主主義陣営の人
3. 世界的に平和運動を行い得る人

の3つである。
会の名称からわかるように委員の定員は7人で、死去や退任等により欠員が生じ、新規加入や幾度かの入れ替えを経てきた。1996年から8年間は活動を停止していたが、2004年に活動を再開。活動停止時期の委員で、再開時に生存していたのが伏見康治（没時まで名誉委員）、平山郁夫の2人のみだったので新たに委員を補充した。

## 歴代委員
七人委員会の結成の提唱者下中弥三郎は、自らが中心となって委員の人選も進めた。当初は下中・茅・上代・平塚・湯川・大内兵衛・有田八郎の7人を委員会のメンバーとする予定だったが、大内・有田が固辞したため、大内・有田の代わりに植村・前田に委員に加わることを懇請し、植村・前田から承諾が得られ、ここに委員7人の顔ぶれが決定した。事務局長には日高一輝が就任した。以下は委員の変遷である。
| 年月       | 委員     | 委員     | 委員         | 委員     | 委員         | 委員       | 委員       | 備考                                                 |
| ---------- | -------- | -------- | ------------ | -------- | ------------ | ---------- | ---------- | ---------------------------------------------------- |
| 1955年11月 | 茅誠司   | 植村環   | 上代たの     | 湯川秀樹 | 平塚らいてう | 前田多門   | 下中弥三郎 | 結成時の委員                                         |
| 1961年2月  | 茅誠司   | 植村環   | 上代たの     | 湯川秀樹 | 平塚らいてう | 前田多門   | （欠員）   | 提唱者の下中が死去                                   |
| 1962年6月  | 茅誠司   | 植村環   | 上代たの     | 湯川秀樹 | 平塚らいてう | （欠員）   | （欠員）   | 前田が死去                                           |
| 1962年10月 | 茅誠司   | 植村環   | 上代たの     | 湯川秀樹 | 平塚らいてう | 川端康成   | （欠員）   | 川端が参加                                           |
| 1969年2月  | 茅誠司   | 植村環   | 上代たの     | 湯川秀樹 | 平塚らいてう | 川端康成   | 朝永振一郎 | 朝永が参加                                           |
| 1971年4月  | 茅誠司   | 植村環   | 上代たの     | 湯川秀樹 | （欠員）     | 川端康成   | 朝永振一郎 | 平塚が死去                                           |
| 1972年4月  | 茅誠司   | 植村環   | 上代たの     | 湯川秀樹 | （欠員）     | （欠員）   | 朝永振一郎 | 川端が死去                                           |
| 1973年4月  | 茅誠司   | 植村環   | 上代たの     | 湯川秀樹 | 大河内一男   | （欠員）   | 朝永振一郎 | 大河内が参加                                         |
| 1978年10月 | 茅誠司   | 植村環   | 上代たの     | 湯川秀樹 | 大河内一男   | 田畑茂二郎 | 朝永振一郎 | 田畑が参加                                           |
| 1979年7月  | 茅誠司   | 植村環   | 上代たの     | 湯川秀樹 | 大河内一男   | 田畑茂二郎 | （欠員）   | 朝永が死去                                           |
| 1981年9月  | 茅誠司   | 植村環   | 上代たの     | （欠員） | 大河内一男   | 田畑茂二郎 | （欠員）   | 湯川が死去                                           |
| 1982年4月  | 茅誠司   | 植村環   | （欠員）     | （欠員） | 大河内一男   | 田畑茂二郎 | （欠員）   | 上代が死去                                           |
| 1982年5月  | 茅誠司   | 井上靖   | 伏見康治     | （欠員） | 大河内一男   | 田畑茂二郎 | （欠員）   | 植村が死去、井上・伏見が参加                         |
| 1983年7月  | 茅誠司   | 井上靖   | （欠員）     | （欠員） | 大河内一男   | 田畑茂二郎 | （欠員）   | 伏見が参議院議員に当選したため辞任                   |
| 1984年7月  | 茅誠司   | 井上靖   | 関屋綾子     | 桑原武夫 | 大河内一男   | 田畑茂二郎 | （欠員）   | 関屋と桑原が参加                                     |
| 1984年8月  | 茅誠司   | 井上靖   | 関屋綾子     | 桑原武夫 | （欠員）     | 田畑茂二郎 | （欠員）   | 大河内が死去                                         |
| 1987年11月 | 茅誠司   | 井上靖   | 関屋綾子     | 桑原武夫 | 隅谷三喜男   | 田畑茂二郎 | 内山尚三   | 隅谷と内山が参加                                     |
| 1988年4月  | 茅誠司   | 井上靖   | 関屋綾子     | （欠員） | 隅谷三喜男   | 田畑茂二郎 | 内山尚三   | 桑原が死去                                           |
| 1988年11月 | （欠員） | 井上靖   | 関屋綾子     | （欠員） | 隅谷三喜男   | 田畑茂二郎 | 内山尚三   | 茅（最後の結成時メンバー）が死去                     |
| 1989年12月 | 久保亮五 | 井上靖   | 関屋綾子     | （欠員） | 隅谷三喜男   | 田畑茂二郎 | 内山尚三   | 久保が参加                                           |
| 1991年1月  | 久保亮五 | （欠員） | 関屋綾子     | （欠員） | 隅谷三喜男   | 田畑茂二郎 | 内山尚三   | 井上が死去                                           |
| 1992年5月  | 久保亮五 | 平山郁夫 | 関屋綾子     | （欠員） | 隅谷三喜男   | 田畑茂二郎 | 内山尚三   | 平山が参加                                           |
| 1995年3月  | （欠員） | 平山郁夫 | 関屋綾子     | （欠員） | 隅谷三喜男   | 田畑茂二郎 | 内山尚三   | 久保が死去                                           |
| 1995年8月  | 伏見康治 | 平山郁夫 | 関屋綾子     | （欠員） | 隅谷三喜男   | 田畑茂二郎 | 内山尚三   | 伏見が政界を引退し、再び参加                         |
| 1996年9月  | 伏見康治 | 平山郁夫 | 関屋綾子     | 永井道雄 | 隅谷三喜男   | 田畑茂二郎 | 内山尚三   | 永井が参加、以後活動停止                             |
| 2000年3月  | 伏見康治 | 平山郁夫 | 関屋綾子     | （欠員） | 隅谷三喜男   | 田畑茂二郎 | 内山尚三   | 永井が死去                                           |
| 2001年3月  | 伏見康治 | 平山郁夫 | 関屋綾子     | （欠員） | 隅谷三喜男   | （欠員）   | 内山尚三   | 田畑が死去                                           |
| 2002年10月 | 伏見康治 | 平山郁夫 | （欠員）     | （欠員） | 隅谷三喜男   | （欠員）   | 内山尚三   | 関屋が死去                                           |
| 2002年12月 | 伏見康治 | 平山郁夫 | （欠員）     | （欠員） | 隅谷三喜男   | （欠員）   | （欠員）   | 内山が死去                                           |
| 2003年2月  | 伏見康治 | 平山郁夫 | （欠員）     | （欠員） | （欠員）     | （欠員）   | （欠員）   | 隅谷が死去                                           |
| 2004年4月  | 伏見康治 | 平山郁夫 | 武者小路公秀 | 大石芳野 | 土山秀夫     | 池田香代子 | 井上ひさし | 武者小路・土山・大石・井上・池田を加え、活動再開     |
| 2005年4月  | 伏見康治 | 小柴昌俊 | 武者小路公秀 | 大石芳野 | 土山秀夫     | 池田香代子 | 井上ひさし | 平山が辞任、小柴が参加                               |
| 2006年6月  | 伏見康治 | 小沼通二 | 武者小路公秀 | 大石芳野 | 土山秀夫     | 池田香代子 | 井上ひさし | 小柴が辞任（多忙のため）、小沼が参加（事務局長兼任） |
| 2007年     | 池内了   | 小沼通二 | 武者小路公秀 | 大石芳野 | 土山秀夫     | 池田香代子 | 井上ひさし | 伏見が名誉委員となり、池内が参加                     |
| 2008年5月  | 池内了   | 小沼通二 | 武者小路公秀 | 大石芳野 | 土山秀夫     | 池田香代子 | 井上ひさし | 名誉委員の伏見が死去                                 |
| 2010年4月  | 池内了   | 小沼通二 | 武者小路公秀 | 大石芳野 | 土山秀夫     | 池田香代子 | （欠員）   | 井上が死去                                           |
| 2010年9月  | 池内了   | 小沼通二 | 武者小路公秀 | 大石芳野 | 土山秀夫     | 池田香代子 | 辻井喬     | 辻井が参加                                           |
| 2013年11月 | 池内了   | 小沼通二 | 武者小路公秀 | 大石芳野 | 土山秀夫     | 池田香代子 | （欠員）   | 辻井が死去                                           |
| 2014年     | 池内了   | 小沼通二 | 武者小路公秀 | 大石芳野 | 土山秀夫     | 髙村薫     | 池辺晋一郎 | 池田が辞任、髙村・池辺が参加                         |
| 2017年7月  | 池内了   | 小沼通二 | 武者小路公秀 | 大石芳野 | 島薗進       | 髙村薫     | 池辺晋一郎 | 土山が名誉委員となり、島薗が参加                     |
| 2017年8月  | 池内了   | 小沼通二 | 武者小路公秀 | 大石芳野 | 島薗進       | 髙村薫     | 池辺晋一郎 | 名誉委員の土山が死去                                 |

## 歴代事務局長
- 日高一輝（1955年-1959年）
- 内山尚三（1959年-2004年） 1987年から委員兼任
- 小沼通二（2004年-） 2006年から委員兼任